# Tarik Biberović
Tarik Biberović, conosciuto anche come Tarık Biberovic (Zenica, 28 gennaio 2001), è un cestista bosniaco naturalizzato turco.

## Statistiche

### Eurolega
| Anno       | Squadra    | PG  | PT | MP   | TC%  | 3P%  | TL%  | RP  | AP  | PRP | SP  | PP   |
| ---------- | ---------- | --- | -- | ---- | ---- | ---- | ---- | --- | --- | --- | --- | ---- |
| 2018-2019  | Fenerbahçe | 8   | 0  | 5,9  | 35,0 | 12,5 | 50,0 | 1,5 | 0,1 | 0,1 | 0,0 | 2,2  |
| 2019-2020  | Fenerbahçe | 6   | 1  | 10,7 | 28,0 | 0,0  | -    | 1,7 | 1,0 | 0,0 | 0,2 | 2,3  |
| 2020-2021  | Fenerbahçe | 16  | 2  | 9,4  | 47,5 | 38,9 | 66,7 | 1,5 | 0,3 | 0,2 | 0,0 | 2,9  |
| 2021-2022  | Fenerbahçe | 7   | 2  | 10,3 | 28,0 | 12,5 | 100  | 0,7 | 0,6 | 0,4 | 0,1 | 2,4  |
| 2022-2023  | Fenerbahçe | 12  | 2  | 10,2 | 36,1 | 35,0 | 50,0 | 0,9 | 0,2 | 0,5 | 0,0 | 2,9  |
| 2023-2024  | Fenerbahçe | 31  | 6  | 16,2 | 52,1 | 53,1 | 92,0 | 2,2 | 0,7 | 0,3 | 0,0 | 7,0  |
| 2024-2025† | Fenerbahçe | 37  | 7  | 22,5 | 46,3 | 43,2 | 83,3 | 3,1 | 1,4 | 0,5 | 0,2 | 10,4 |
| Carriera   | Carriera   | 117 | 20 | 15,3 | 45,2 | 42,5 | 81,6 | 2,1 | 0,8 | 0,4 | 0,1 | 6,3  |

## Palmarès
- Campionato turco: 3

Fenerbahçe: 2021-2022, 2023-2024, 2024-2025
- Coppa di Turchia: 2

Fenerbahçe: 2024, 2025
- Eurolega: 1

Fenerbahçe: 2024-2025